# Lwi piesek
Lwi piesek – jedna z ras psów, należąca do grupy psów do towarzystwa, zaklasyfikowana do sekcji biszonów i ras pokrewnych. Stanowi osobną podsekcję – Lwi piesek. Nie podlega próbom pracy.

## Wygląd
Psy tej rasy są mocno zbudowane, mają ogon zadarty a uszy oklapnięte.
Sierść jest długa, gęsta, jedwabista, czasem falująca. Umaszczenie jest dopuszczalne różnorodne.

## Zachowanie i charakter
Lwi piesek jest psem towarzyskim, wymagającym bliskiego kontaktu z człowiekiem, wesołym i pojętnym. Łatwo akceptują i przyzwyczajają się do innych zwierząt domowych. Dobrze znoszą warunki miejskie oraz niewielkie mieszkania.
Lwi piesek to rasa o plastycznym charakterze, łatwo je wychować.

## Użytkowość
Obecnie jak i dawniej był wykorzystywany jako pies reprezentacyjny i do towarzystwa.

## Zdrowie i pielęgnacja
Włos u lwich piesków nie linieje, ponieważ psy te nie mają podszerstka tylko delikatny włos okrywowy. Wymaga codziennego wyczesywania oraz regularnej kontroli uszu i pazurów.